# Nouveau Palais (Potsdam)

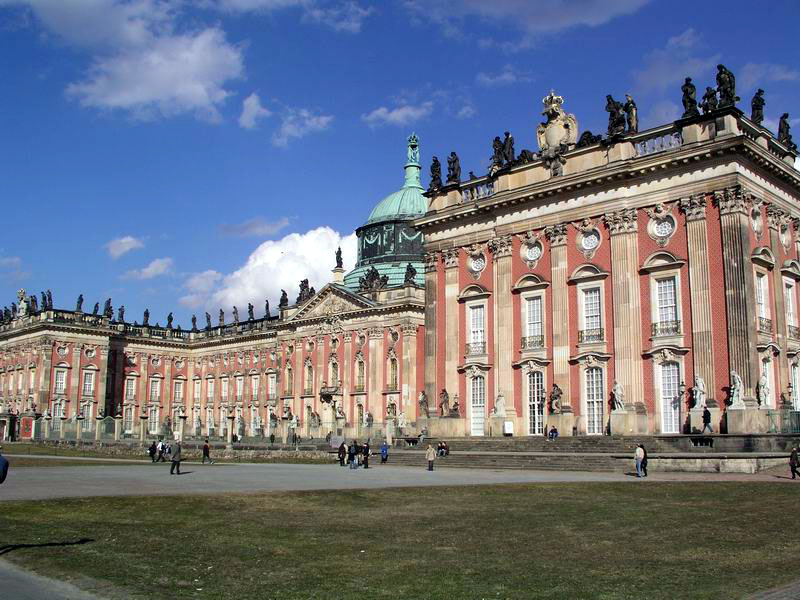
Nouveau Palais, façade ouest.

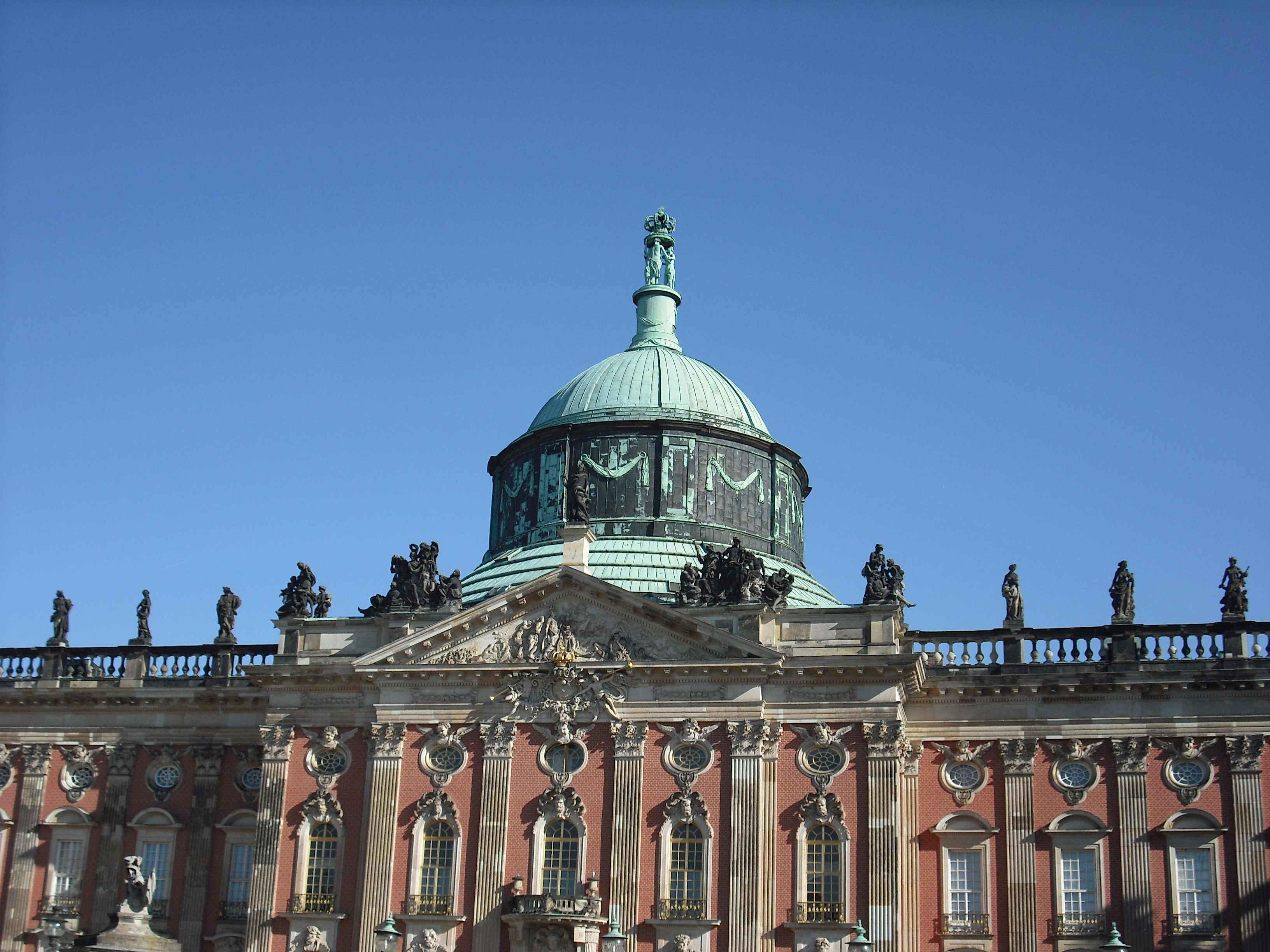
Nouveau Palais

Le Nouveau Palais (en allemand : Neues Palais) est un palais situé sur le côté ouest du parc royal de Sanssouci à Potsdam. Sa construction a commencé en 1763, après la fin de la guerre de Sept Ans, sous Frédéric le Grand, et s'est achevée en 1769. Il est considéré comme le dernier grand palais baroque prussien. 

## Histoire
La construction du palais, voulue par Frédéric le Grand, a commencé à la fin de la guerre de Sept Ans, pour célébrer les succès de la Prusse. La guerre est également connue sous le nom de troisième guerre de Silésie, en raison du différend à propos de la Silésie. À travers cette architecture, Frédéric le Grand a cherché à montrer la puissance et la gloire de la Prusse, mais on peut voir une sorte de fanfaronnade dans cet excès de splendeur des marbres, des pierres et des dorures.

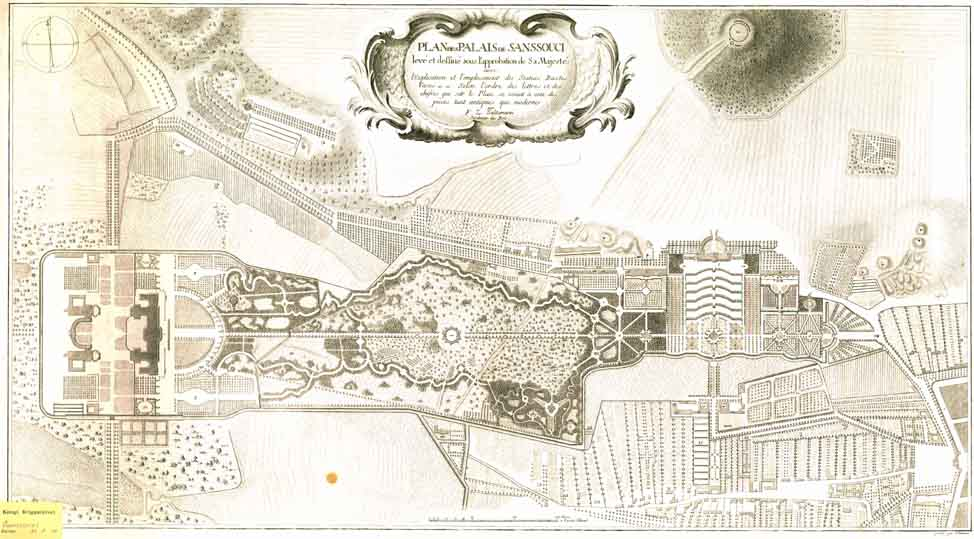
Plan du parc du palais de Sanssouci à la fin du règne de Frédéric II de Prusse. Le Nouveau Palais est sur la gauche, l'allée principale conduit vers le palais de Sanssouci.

Le Nouveau Palais n'était pas la résidence principale du roi, mais un lieu de réception de princes royaux et autres dignitaires importants. Sur les plus de 200 pièces, quatre grandes salles et un théâtre étaient disponibles pour les fonctions royales, les bals et les grands événements nationaux. Durant ses séjours au palais, Frédéric occupait une suite d'appartements à l'extrémité sud du bâtiment, composée de deux antichambres, un bureau, une salle de concert, une salle à manger et une chambre à coucher, entre autres.
Après la mort de Frédéric le Grand en 1786, le Nouveau Palais est tombé en désuétude, et ne fut que rarement utilisé comme lieu de résidence ou de divertissement. Cependant, à partir de 1859, il devint la résidence d'été du Kronprinz allemand Frédéric-Guillaume, le futur empereur Frédéric III. Le palais était la résidence préférée de Frédéric et de son épouse, l'impératrice Victoria, durant son règne de 99 jours. Pendant ce court règne de Frédéric III, le palais avait été rebaptisé Château royal de Frédéric (Schloss Friedrichskron) et un fossé avait été creusé autour du palais.
L'accession au pouvoir de Guillaume II vit la rénovation et la restauration du palais, comprenant l'installation d'un système de chauffage à vapeur, de salles de bains dans les appartements officiels et l'électrification des lustres que Frédéric le Grand avait fait venir de toute l'Europe. Jusqu'en 1918, il resta la résidence préférée de Guillaume II et de l'impératrice Augusta.
Après la révolution de novembre et l'abdication de l'empereur Guillaume, le Nouveau Palais devint un musée et demeura tel jusqu'à la Seconde Guerre mondiale. Jusqu'au pillage de tous ses trésors par l'armée soviétique, le palais avait conservé beaucoup de ses décors et de son mobilier du temps de Frédéric.

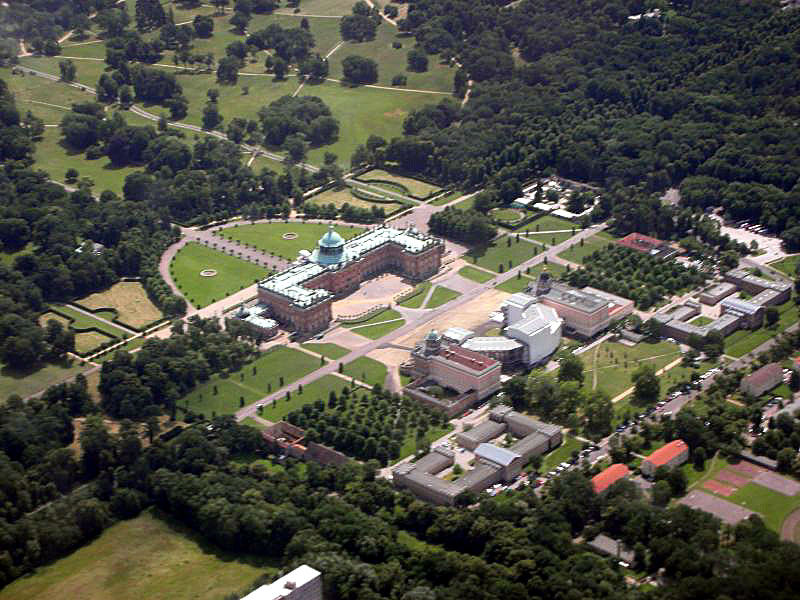
Le Nouveau Palais et les communs.

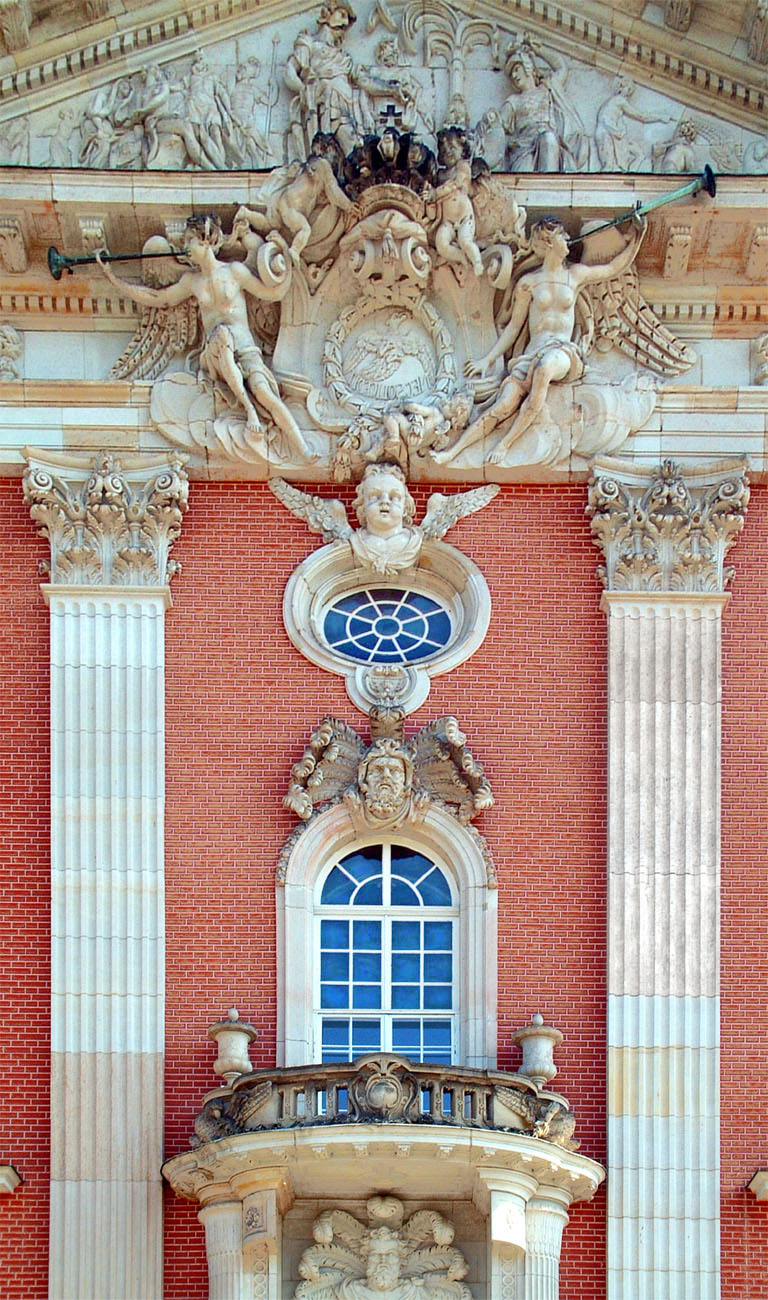
Détail de la façade.

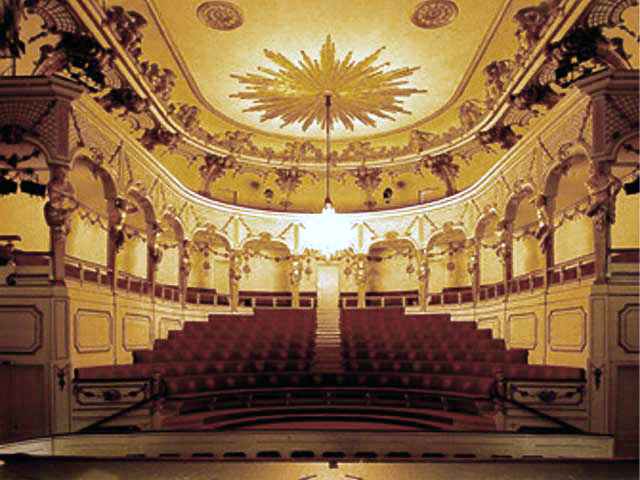
Le théâtre.

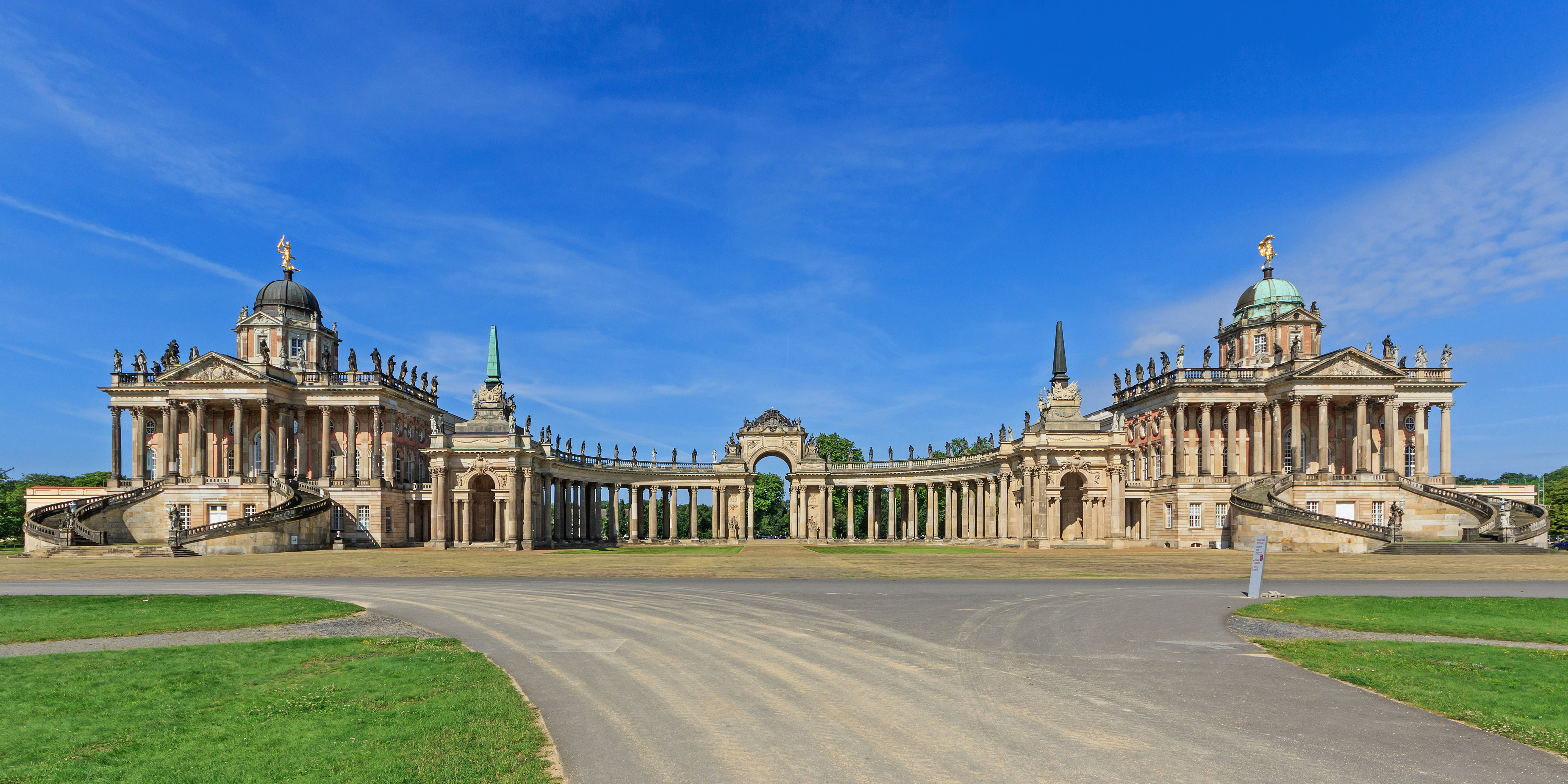
Les communs.

## Architecture
Alors que Frédéric le Grand avait réalisé Sanssouci en rococo, il construisit le Nouveau Palais en diverses formes d'architecture et de décoration baroques, avec quelques écarts. Le roi avait préféré le baroque au rococo et au classicisme, pourtant bien affirmé à l'époque comme la préférence de nombreux monarques européens. La réalisation du Nouveau Palais fut confiée à l'architecte Johann Gottfried Büring, assisté de Heinrich Ludwig Manger (de), qui avait déjà mené avec succès la construction du pavillon chinois et de la galerie de peinture, dans le parc royal de Sanssouci.
À la suite de désaccords sur la conception du palais, le chantier fut entièrement confié en 1764 à l'architecte Carl von Gontard. La façade à trois étages commençait déjà à s'élever autour des intérieurs et la construction suivit son cours, avec ses 220 mètres de façades est et ouest. Le centre du palais fut couronné d'un énorme dôme, au sommet duquel furent placées les Trois Grâces soutenant la couronne royale de Prusse. Le dôme n'est pas seulement un décor architectural, il offre aussi un espace libre sous les poutres qui le soutiennent. Les ailes auxiliaires nord et sud sont elles-mêmes couronnées de coupoles surmontées d'aigles dorées. Entre les pilastres, ce qui semble être de la brique est en réalité un effet de peinture, les briques apparentes étant réservées à l'aile royale sud. Le jointoiement des briques au mortier s'étant révélé une tâche ardue et coûteuse, Frédéric avait pris le parti d'enduire la brique de stuc peint, de telle manière que même les touristes d'aujourd'hui s'en trouvent trompés. Le palais et les bâtiments auxiliaires sont ornés de plus de 400 statues et figures en grès, dues à des sculpteurs célèbres, comme Johann Peter Benkert (de), Gottlieb Heymüller (de), les frères Johann David et Johann Lorenz Räntz, August Julius Streichenberg et d'autres.
Les 213 mètres de largeur, les quelque 400 pièces, la surabondance de sculptures et de détails traduisent à eux seuls l'esprit de démesure qui présida au projet, réalisé toutefois en un temps relativement bref : 1763-1769.

### Les intérieurs
En plus des splendides appartements royaux, quatre grandes salles de réception occupent la partie centrale du palais. Au rez-de-chaussée se trouve le salon de la Grotte, attribué à Carl von Gontard, avec des murs incrustés de coquillages, de pierres, de marbre, de quartz et de pierres semi-précieuses, qui ont encore été enrichies au XIXe siècle. La salle est ornée de marbres représentant des animaux et des plantes marines et d'une peinture de plafond de 1806, représentant Vénus et l'Amour, les Trois Grâces, ainsi que des putti. Attribuée à Johann Gottfried Niedlich, la peinture remplace un précédent travail. Des niches autour de la salle renferment des statues et une fontaine, avec des lustres en cristal taillé suspendus sous les arcades.
La partie sud de la galerie de marbre, au rez-de-chaussée, mène aux appartements du roi. Décorée de marbre blanc et de jaspe rouge, c'est l'un des plus beaux exemples de décoration rococo dans le palais. Six fenêtres sont mises en miroir face à des niches qui reflètent la lumière dans la pièce. Trois grands lustres de cristal sont lourdement suspendus à un plafond doré portant trois grandes peintures : la Nuit, le Matin et le Midi, par l'artiste Bernhard Rode. Des sièges du XVIIIe siècle rembourrés de cuir, des vases de faux porphyre égyptien et des tables en consoles meublent la galerie.
Juste au-dessus de la salle de la Grotte se trouve la salle de Marbre, la plus grande des salles de réception, qui a été diversement utilisée comme salle de bal ou comme salle de banquet. Disposée sur deux étages, la salle donne sur la partie orientale des parterres et sur la vue axiale conduisant à Sanssouci. Le plafond arrondi, richement doré, monte vers les combles, sous la grande coupole de cuivre. La peinture, au centre de ce plafond, représentant Hébé conduisant Ganymède vers l'Olympe, a été exécutée en 1769 par Charles Amédée Philippe van Loo. Quatre immenses peintures commandées avant la guerre de Sept Ans ornent les murs de marbre de la salle. Devant les pilastres sont disposées douze statues représentant huit princes-électeurs de Brandebourg et quatre illustres empereurs : Jules César, Constantin, Charlemagne et Rodolphe II. Un balcon avec un étonnant garde-fou en fer doré surplombe la salle du troisième étage.
La galerie supérieure du palais est située au sud de la salle de Marbre, directement au-dessus de la galerie de Marbre du rez-de-chaussée. Le plafond est peint en tons de rose, jaune antique et blanc, accentués de lourdes ornementations dorées. Le classicisme européen, toujours en vogue à cette époque, peut être décelé dans les médaillons placés au-dessus et sur les portes. Six grandes peintures baroques italiennes sont suspendues en face des fenêtres de la galerie. Trois consoles de mosaïque de marbre et des canapés rembourrés sont tout ce qui reste du mobilier d'origine.
Après la révolution de 1918, qui a renversé la monarchie, la république de Weimar a généreusement permis d'envoyer un train entier de mobilier du palais à l'ex-empereur allemand Guillaume II exilé à Doorn aux Pays-Bas. C'est la raison pour laquelle le mobilier des salles du haut, autrefois utilisées par Guillaume II et son épouse l'impératrice Augusta Victoria, vient d'ailleurs.

### Le théâtre
Construit sur deux niveaux au-dessus du rez-de-chaussée, le théâtre, qui date de Frédéric le Grand, dans le style rococo du XVIIIe siècle, est encore utilisé aujourd'hui. Il y est fait un usage intensif de rouge et blanc avec des accents dorés. On peut s'étonner que ce théâtre situé à l'intérieur d'un palais ne soit pas pourvu d'une loge royale digne d'un souverain. Au lieu de cela, Frédéric avait coutume de s'installer parmi ses invités dans la troisième rangée de sièges de la scène. Les lignes de sièges, qui sont incurvées, ne sont pas sans rappeler les théâtres de l'antiquité. Le théâtre est équipé de matériel scénique moderne discrètement disposé de manière à préserver la décoration rococo.

### Les communs
Face au palais, à l'ouest, ouvrant sur la cour d'honneur sont les communs, conçus par Carl von Gontard et Jean-Laurent Legeay, dans le même style que le palais lui-même. Les deux bâtiments abritaient les cuisines royales, les services publics, les magasins maraîchers, les palais des gardes et des serviteurs. Entre les deux bâtiments s'étend une colonnade en courbe, décorée de statues et obélisques, qui tenait lieu d'entrée et agissait comme un écran pour protéger la vue des marais situés au-delà. En 1896, Guillaume II fit creuser un tunnel, afin de permettre le passage entre le palais et les communs en évitant si possible les intempéries. Les courbures des escaliers et des dômes, les pilastres et colonnes ne montrent pas l'objet pratique des bâtiments. Aujourd'hui, ils sont utilisés par l'université de Potsdam et sont en cours de restauration.

## Le parc

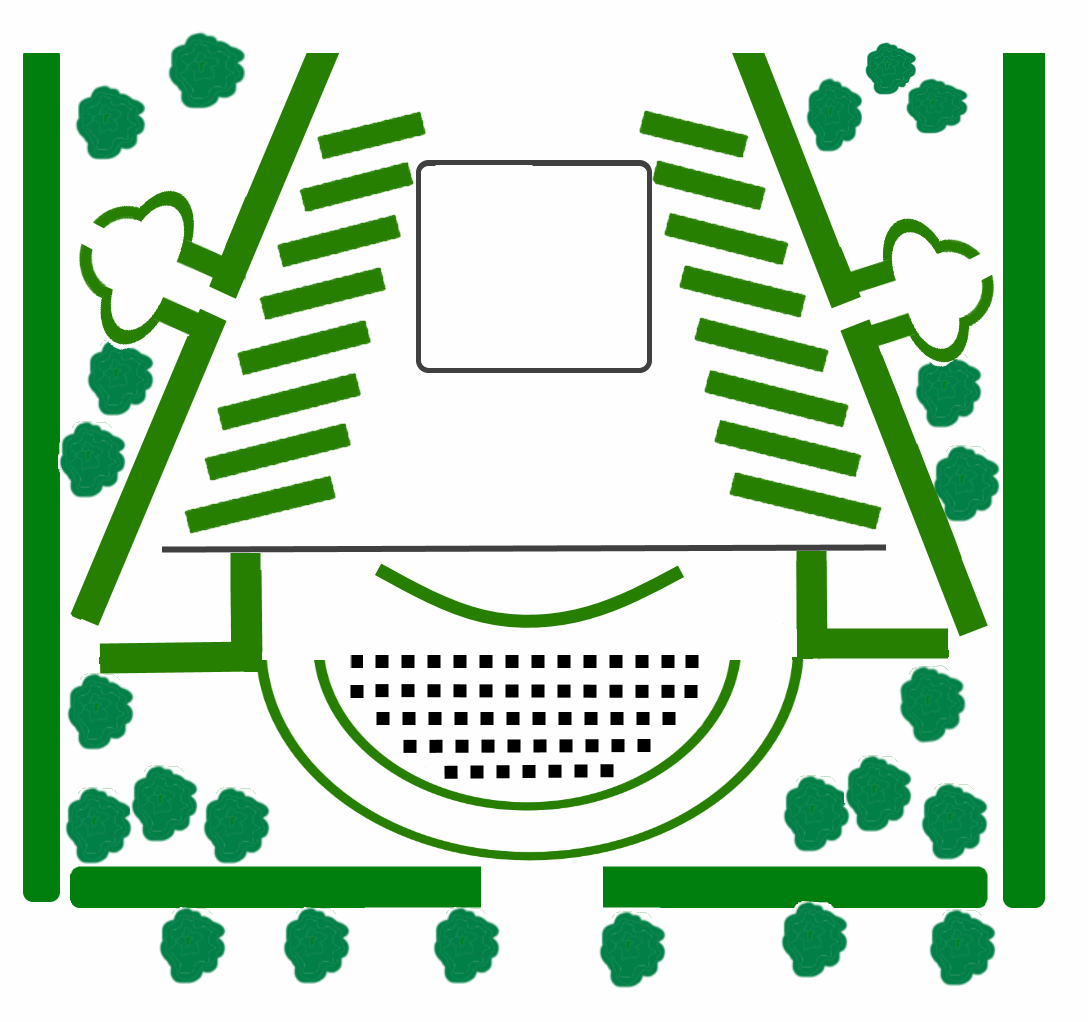
Plan du théâtre des Haies au Neues Palais de Potsdam.

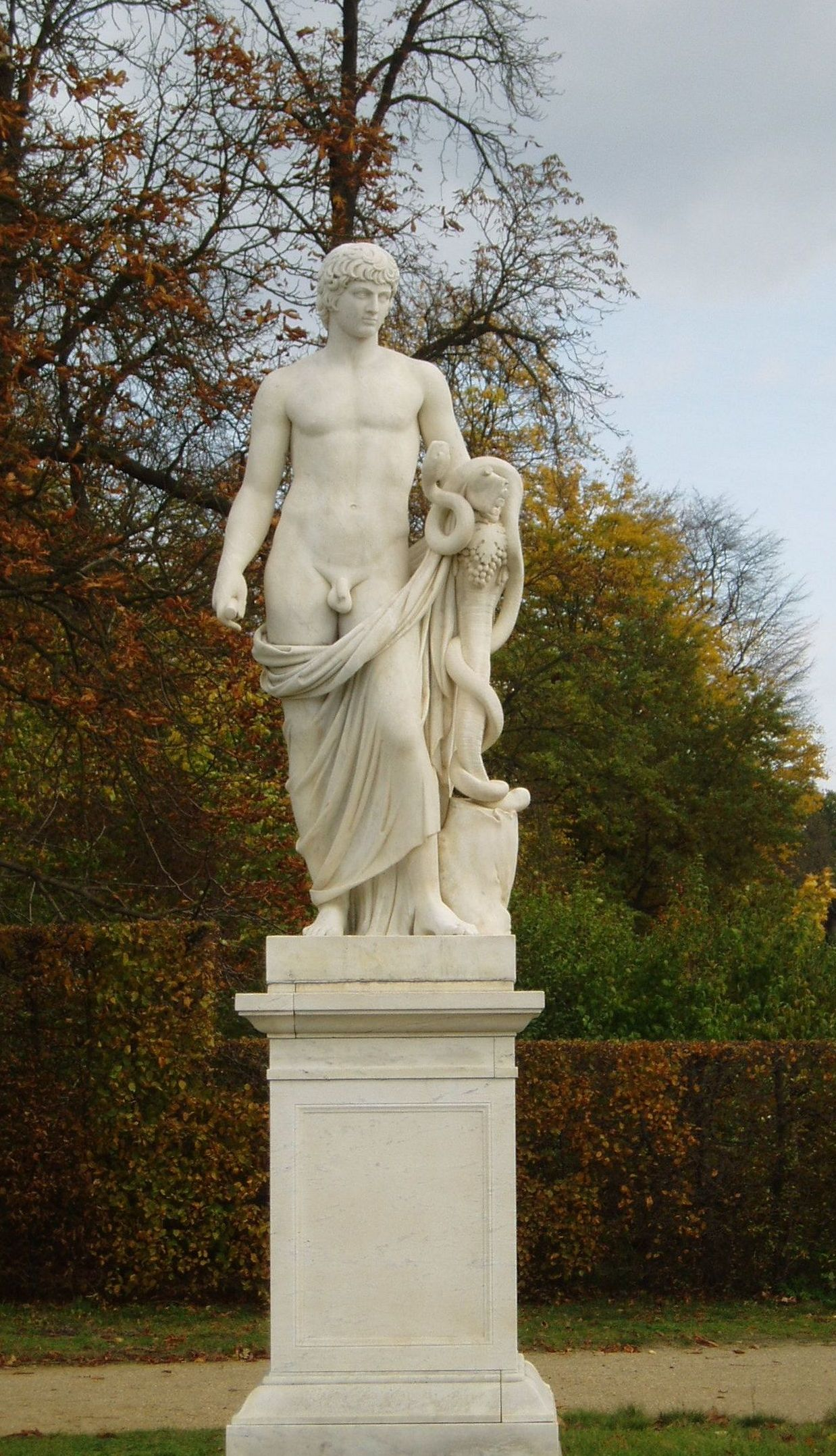
Antinoüs au serpent d'August Julius Streichenberg (1852).

Le Nouveau Palais, qui se situe à l'extrémité ouest du parc royal de Sanssouci, est situé sur une allée principale axiale. Au moment de sa construction, le palais était situé dans un vaste domaine de parc baroque. Aujourd'hui, la zone du parc à proximité du Nouveau Palais est aménagée simplement avec des sentiers, des statues, des fontaines et des espaces verts. Aux environs sont le temple de l'Amitié et le Temple antique.

### Théâtre des Haies et salon des Grilles
En mars 2009, l’association des Amis des châteaux et jardins de Prusse décide de faire restaurer et redécorer un théâtre extérieur à proximité du Nouveau Palais. En mai 2012 à l’occasion du 300e anniversaire de Frédéric le Grand, le nouveau théâtre des Haies du Nouveau Palais est inauguré avec la pièce Candide de Voltaire. Il avait été aménagé en 1765. 
Frédéric le Grand voulut en effet aménager une scène de théâtre dans un décor naturel aux abords de son Nouveau Palais : les représentations devaient avoir lieu dans un enclos fermé par des haies, d’où son nom allemand de « Heckentheater ». L’ensemble délimité par des haies factices verdoyantes était intégré dans un mini parc arboré. Par ailleurs, à quelques mètres vers l’est direction Sanssouci, il y a une rondelle nommée quartier des Haies. Ce théâtre naturel est dans la continuité du projet global du Neues Palais car ce palais d’été à vocation festive permettait de recevoir les invités du roi avec tout ce que cela implique au niveau des animations et des amusements de la cour. 
Sa conception fait écho à la symétrie des jardins baroques tout autour. Situé au nord du Nouveau Palais, le théâtre des Haies représente l’art dramatique quand de l’autre côté du palais au sud le salon des Grilles (Gittersalon ou Gartensalon) est consacré à la musique. Ce salon de plein-air est un espace gazonné de forme ovale avec un chemin de gravillon sur le pourtour qui est délimité par des treillages en fer qui rappelle ceux des bosquets du château de Versailles. Le théâtre et la musique investissent donc un décor naturel conçu comme un espace de vie à part entière. À l’époque du style rococo, le rapport de l’homme à la nature a beaucoup évolué : le paysage est perçu comme un véritable cadre de vie qu’il faut embellir et soigner pour le plaisir des yeux et pourquoi pas d’autres sens. Non seulement la cour et ses invités apprennent à évoluer dans le paysage aux alentours immédiats du palais, mais ils y vivent également des moments festifs, ludiques ou artistiques.
Les rangées de chaises des spectateurs sont disposées entre une scène légèrement surélevée, partiellement gazonnée, et une haie en demi-cercle derrière eux. Les visiteurs se trouvent dans un espace de verdure vraiment clos. Derrière la haie factice verdoyante et devant eux en contre-plongée, les rangées de haies font office de décor ou de brise-vue autour de la scène. La nature enserre les spectateurs. Depuis le théâtre, on aperçoit toutefois au loin plus en hauteur la maison du Dragon (Drachenhaus) en style extrême-oriental et le Belvédère de style palladien sur le Klausberg. L’espace où évoluent les acteurs a la forme d’un trapèze orienté vers le nord. Huit petites haies factices pas tout à fait parallèles aux spectateurs se succèdent de chaque côté de l’espace scénique en se rétrécissant de plus en plus vers le fond du trapèze également fermé par une haie. Elles font fonction de sorties vers les coulisses comme les parois mobiles des scènes de théâtre modernes entre lesquelles disparaissent les acteurs. Ainsi, par le jeu de l’orientation des 16 petites haies disposées en épi, le spectateur ne voit que le feuillage et aucun déplacement d’acteurs ou de techniciens. La forme trapézoïdale est renforcée par deux haies latérales dont la partie centrale prend la forme d’un trèfle dont le pétale central offre une ouverture aux intervenants et personnels du théâtre. La circulation des intervenants se fait donc par le trèfle latéral, aux extrémités des deux grandes haies latérales qui donnent accès aux 8 haies en épi. 
Comme ailleurs dans le parc, le principe de l’harmonie entre l’art sculptural et l’architecture prévaut : bustes et statuettes ornent l’espace et l’agrémentent. Les bustes devant les haies et le buste du faune antique en marbre provenaient de la collection de la sœur du roi, la margravine Wilhelmine de Bayreuth qui lui lègue cette collection dans son testament. C’était la seconde grande acquisition du roi prussien après la collection de Melchior de Polignac rachetée 6 ans plus tôt. La plupart des bustes de la margravine de Bayreuth ont été placés dans le Temple antique du parc de Sanssouci auquel appartient le théâtre des Haies. 
En 1738, Frédéric Legrand se réjouit de toutes les choses agréables qui ont lieu dans ses résidences et ses palais, « que ce soit pour la musique, les comédies et les tragédies que [nous représentons, les mascarades et les buffets plein air que [nous organisons ».

## A voir aussi